# Skrädmjöl

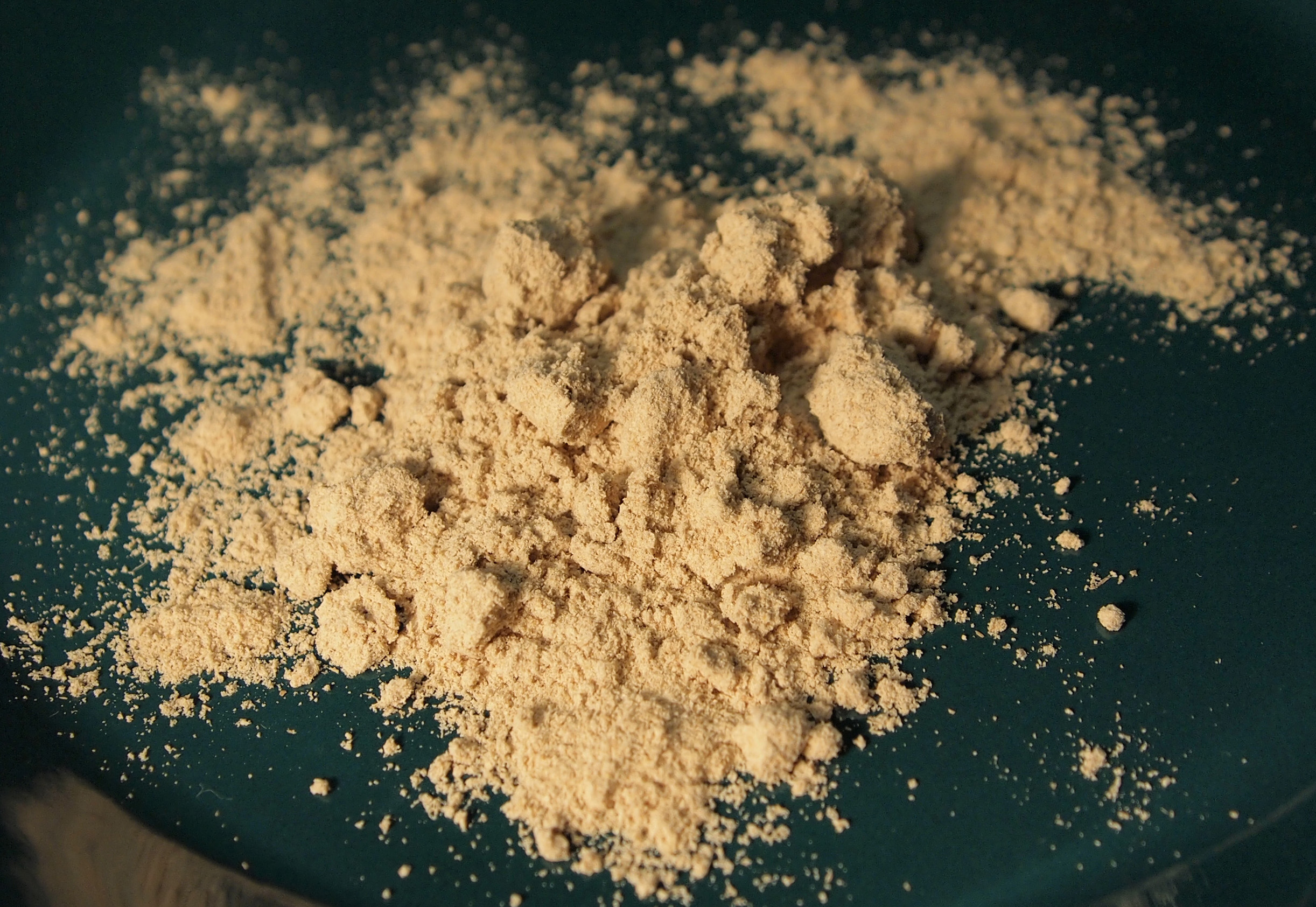
Skrädmjöl.

Skrädmjöl, även skråmjöl, är ett fullkornsmjöl som görs på rostade havrekärnor. Skrädmjöl används vanligen till nävgröt som serveras med stekt fläsk, flott och lingonsylt som tillbehör. Vanligen benämns denna rätt "Motti med fläsk". Skrädmjöl har en stark tradition i Värmland och hör till den värmländska kulturen.
Selma Lagerlöf var förtjust i skrädmjölet och engagerade sig i dess etablering i både Sverige och Amerika.

## Tillverkning och ursprung
Skrädmjöl består av havre som rostats i vedeldade ugnar och malts på stenar, och har sitt ursprung i den finska invandringen under 1600-talet. När havren mognade sent på hösten, möglade den och gick inte att använda till föda. Ibland torkades havren på störar, men det var inte någon felfri metod. Istället började man torka säden i stora stenugnar. Havren skalades (skräddes) och kärnorna maldes. Mjölet som blev resultatet höll sig lättare.
Vid marknader i bygderna i Värmland och vid större evenemang, så som Gammelvala, serveras nävgröt. Ofta tillsammans med enbärsdricka.
I Stöpafors (Stöpafors kvarn), Ambjörby (Femtå Qvarn) och Lysvik (Björkaholm Qvarn) produceras det mesta av skrädmjölet som säljs idag.

## Användning
- Genom att blanda mjölet med lingon får man hillon – en näringsrik maträtt.[4]
- Skrädmjöl, kokat vatten och salt – nävgröt.
- Havremjölsklimp, ett slags palt[5]
- Skrädmjölsdrömmar